# Actephila latifolia
Actephila latifolia är en emblikaväxtart som beskrevs av George Bentham. Actephila latifolia ingår i släktet Actephila och familjen emblikaväxter. Inga underarter finns listade i Catalogue of Life.